# Sportpark De Diepput
Sportpark De Diepput – kompleks sportowy w Hadze, w Holandii. Został otwarty w 1898 roku. W skład kompleksu wchodzą m.in. główny stadion o pojemności 1200 widzów, dwa pełnowymiarowe boiska piłkarskie ze sztuczną nawierzchnią, korty tenisowe, hala do squasha (powstała w 1978 roku), szatnie i budynki klubowe. Właścicielem kompleksu jest towarzystwo sportowe Koninklijke Haagse Cricket & Voetbal Vereeniging, na które składają się sekcje: piłkarska (HVV Den Haag), krykieta (HCC Den Haag) i squasha (HSRC De Diepput).

## Historia
Pierwotnie krykieciści klubu HCC (założonego w 1878 roku) i piłkarze klubu HVV (założonego w roku 1883) rozgrywali swoje spotkania na polu Malieveld. Po zakazie gry na Malieveld we wrześniu 1898 roku piłkarze i krykieciści przenieśli się na własne boisko, które nazwano De Diepput. Terenu pod nowe pole gry na części posiadłości Clingendael użyczył jej ówczesny właściciel, baron van Brienen van de Groote Lindt. Osobliwym warunkiem udostępnienia terenu było to, iż baron nie życzył sobie oglądać piłkarzy, toteż prezes klubu piłkarskiego zmuszony był do paradowania z flagą przed meczem bądź treningiem aby zasygnalizować pojawienie się piłkarzy. Piłkarskiej inauguracji obiektu dokonano 9 października 1898 roku, kiedy rozegrano mecz towarzyski HVV z drużyną Celeritas z Rotterdamu (choć piłkarze HVV po raz pierwszy na tym terenie pojawili się już w marcu 1897 roku).
W 1932 roku zakupiono dodatkowy teren wzdłuż Alkemadelaan, na którym powstały dwa pełnowymiarowe boiska piłkarskie (obecnie wyposażone w sztuczną nawierzchnię). Boiska te posłużyły w trakcie II wojny światowej Niemcom jako plac do magazynowania materiałów potrzebnych do budowy Wału Atlantyckiego.
Zarówno HVV, jak i HCC to bardzo utytułowane i zasłużone kluby, choć sukcesy piłkarzy HVV miały miejsce wiele lat temu. Klub HVV dziesięciokrotnie zdobywał tytuł mistrza Holandii (po raz ostatni w 1914 roku; osiem z dziesięciu tytułów zostało zdobytych kiedy HVV użytkowało już boisko De Diepput), dzięki czemu jako jeden z zaledwie czterech klubów w kraju (obok Ajaxu, Feyenoordu i PSV) uprawniony jest do noszenia gwiazdy w herbie klubu umieszczonym na koszulkach. Również krykieciści HCC to wielokrotni mistrzowie kraju.
Na obiekcie dwukrotnie towarzysko wystąpiła piłkarska reprezentacja Holandii, 1 kwietnia 1907 roku przeciwko amatorom z Anglii (1:8) oraz 25 października 1908 roku przeciwko reprezentacji Szwecji (5:3).
W 2018 roku przy wejściu na teren kompleksu ustanowiono tablicę z napisem "Welkom op De Diepput, het oudste voetbalveld van Nederland" (Witamy na De Diepput, najstarszym boisku piłkarskim Holandii). Klub HVV występuje na stadionie nieprzerwanie od 1898 roku, co uprawnia do stwierdzenia iż jest to najstarszy do tej pory funkcjonujący tego typu obiekt w kraju.